# Amparoina
Amparoina es un género de hongos en la familia Tricholomataceae. El género contiene dos especies que se encuentran en  América del Sur.